# William Thomas (Protector)

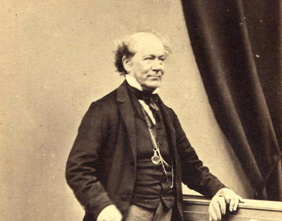
William Thomas (1860)

William Thomas (* 1793 in Westminster, England; † 1. Dezember 1867 in Brunswick) war ein Assistant Protector der australischen Aborigines, der sich durch seine Haltung und Fürsorge bei den Aborigines Vertrauen erwarb. Assistant Protectors waren Untergebene der Chief Protectors und sollten dem Schutz der Aborigines vor den britischen Kolonisatoren dienen.

## Frühe Jahre
William Thomas hatte französische Eltern und sein Vater war ein Armeeoffizier. Er verbrachte ein Jahr in Spanien zur schulischen Ausbildung und er eröffnete eine zivile Schule in der Old Kent Road in London. 1837 wurde er von einem Komitee in England zu einem der vier Assistant-Protektoren für die Aborigines in Australien im Port-Phillip-District ausgewählt. Dafür erhielt er ein Gehalt von 250 Pfund und eine freie Schiffspassage mit seiner Frau Susannah und Familie.

## Australien
Er erreichte Sydney am 3. August 1838 und kam ein Jahr später in Melbourne an. Er arbeitete mit dem Chief Protector George Augustus Robinson zusammen und ließ sich bei Narre Warren nieder, wo er in einem primitiven Haus lebte. Thomas war für die Warwoorong (Yarra) und Boonwoorong-Aborigines zuständig. Er führte detaillierte Aufzeichnungen über das Leben der Aborigines und zeichnete sich durch ein hohes Maß an Menschlichkeit aus.
Die Aufgabe der Protectoren in Australien war bis 1849 terminiert, aber Gouverneur Charles La Trobe stellte Thomas zum Schutzbefohlenen für Bourke, Mornington und Evelyn ab Januar 1850 an. Anschließend war er bis zu seinem Tod der Chefberater der Regierung in Aborigines-Angelegenheiten und war sehr einflussreich bei der Auswahl der Komiteemitglieder für das Committee of the Legislative Council on Aborigines. 1860 installierte die Politik den Aboriginal Protection Board.
Er verlor sein Augenlicht zwei Monate vor seinem Tod am 1. Dezember 1867 in seinem Haus Merri Ville Lodge in Brunswick, Victoria.

## Simon Wonga
Als sich Simon Wonga, der einer der Stammesführer der Wurundjeri-Aborigines und der Sohn von Billibellary war, im Jahre 1840 bei der Jagd an seinem Fuß schwer verletzte, pflegten ihn William Thomas und seine Frau Susannah zwei Monate lang gesund. In dieser Zeit lernten sich Thomas und Wonga näher kennen und Wonga lernte durch ihn die europäische Gesellschaft verstehen. Dieses Verständnis half Wonga im späteren Leben, als sein Volk Teile ihres traditionellen Landes mit Erlaubnis der Weißen nutzen wollten. Thomas unterstützte ihn auch bei einem finanziellen Streit mit einem Gastwirt.